# Les Anges aux figures sales
Pour les articles homonymes, voir Angels with Dirty Faces.
Pour plus de détails, voir Fiche technique et Distribution.
Les Anges aux figures sales (Angels with Dirty Faces) est un film américain réalisé par Michael Curtiz, sorti en 1938. Les années 1930 sont celles des films de gangsters.
Lors de la 11e cérémonie des Oscars, le film a été nommé dans trois catégories : Meilleur acteur (Cagney), Meilleur réalisateur (Curtiz) et Meilleure histoire (Brown). Les Anges aux figures sales est considéré par certains comme l'un des meilleurs films de tous les temps, et est largement considéré comme un moment décisif dans la carrière de Cagney,. Il a été sélectionné par l'American Film Institute en 2008, et a été élu 67e dans une liste des "100 meilleurs films noirs de tous les temps" par Slant Magazine en 2015.

## Synopsis
Rocky Sullivan et Jerry Connolly ont grandi ensemble dans Hell's Kitchen. Quand ils se retrouvent quelques années plus tard, le premier est devenu un gangster, le second un prêtre dont le but est de remettre dans le droit chemin des enfants défavorisés. Par amitié, Rocky va faire pression à sa manière sur les notables qui financent sans conviction les œuvres de Jerry dont l'idéalisme est peu en accord avec les codes et les tentations de ses jeunes apprentis délinquants.

## Contexte
Ce film se voit refusé par le Bureau de la censure au Québec en 1938 et 1945 ; on invoque le mauvais exemple qu'il peut offrir à la jeunesse.

## Fiche technique
- Titre : Les Anges aux figures sales
- Titre original : Angels with Dirty Faces
- Réalisation : Michael Curtiz
- Scénario : John Wexley, Warren Duff (en), Ben Hecht (non crédité) et Charles MacArthur (non crédité), d'après l'histoire de Rowland Brown
- Musique : Max Steiner
- Photographie : Sol Polito
- Montage : Owen Marks
- Direction artistique : Robert M. Haas
- Costumes : Orry-Kelly
- Production : Samuel Bischoff, Hal B. Wallis (producteur exécutif) et Jack L. Warner (producteur exécutif) (non crédités)
- Société de production : First National Pictures et Warner Bros. Pictures
- Société de distribution : Warner Bros. Pictures
- Pays de production :  États-Unis
- Langue originale : anglais américain
- Format : noir et blanc — 1,37:1 — 35 mm — son : mono
- Genre : gangster
- Durée : 97 minutes
- Dates de sortie :
  - États-Unis : 26 novembre 1938
  - France : 24 février 1939

## Distribution

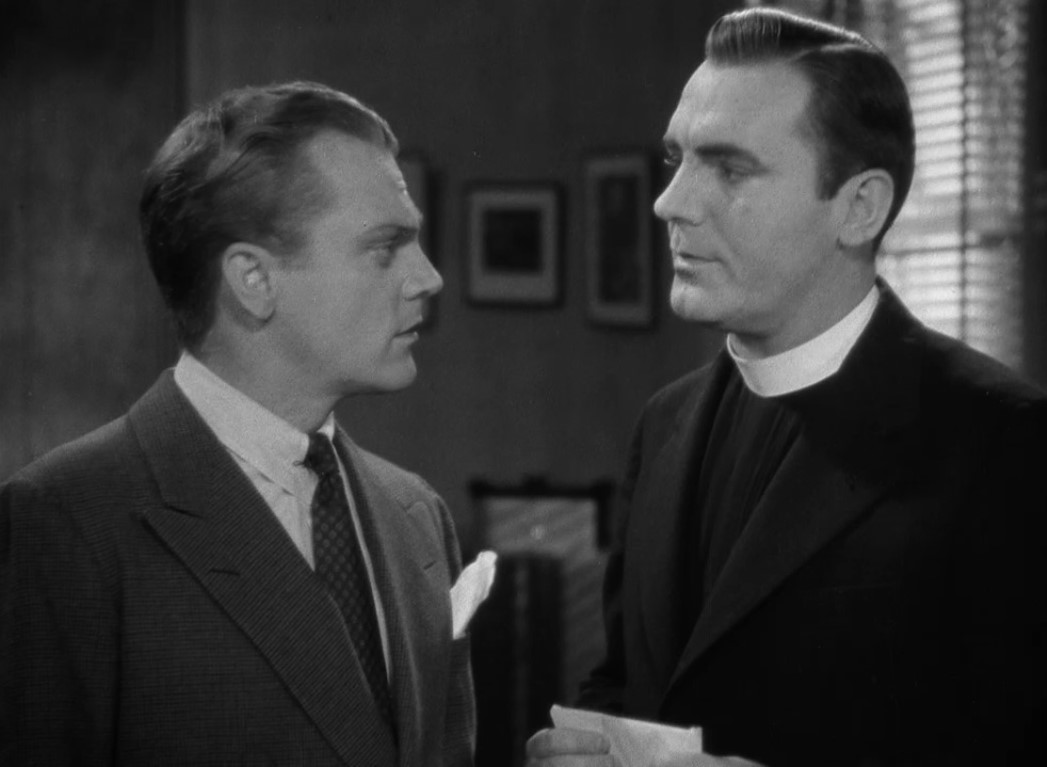
James Cagney et Pat O'Brien.

- James Cagney (VF : Robert Ancelin) : William 'Rocky' Sullivan
- Pat O'Brien (VF : René Fleur) : Fr. Jerome 'Jerry' Connelly
- Humphrey Bogart (VF : Maurice Dorléac) : James 'Jim' Frazier
- Ann Sheridan (VF : Colette Broïdo) : Laury Ferguson
- George Bancroft (VF : Antoine Balpêtré) : Mac Keefer
- Billy Halop (en) : Soapy
- Bobby Jordan (en) : Swing
- Leo Gorcey : Bim
- Gabriel Dell (en) : Pasty
- Huntz Hall : Crab
- Bernard Punsly (en) : Hunky
- Joe Downing : Steve
- Edward Pawley : Edwards
- Adrian Morris : Blackie

Acteurs non crédités
- Lane Chandler : un garde
- William Edmunds : le commerçant italien
- Mary Gordon : Mme Patrick McGee
- Frank Hagney : Sharpie
- John Hamilton : un capitaine de police
- Robert Homans : un policier
- Vera Lewis : la mère de Soapy
- Belle Mitchell : Mme Maggione
- Oscar O'Shea : Kennedy
- Charles Trowbridge : Norton J. White
- Charles C. Wilson : le lieutenant de police Buckley

## Inclus en bonus
- Porky et Daffy (Porky & Daffy), Court-métrage d'animation des Looney Tunes.